# Parafia Najświętszego Ciała i Krwi Chrystusa w Legionowie
Parafia Najświętszego Ciała i Krwi Chrystusa w Legionowie – parafia rzymskokatolicka należąca do dekanatu legionowskiego, diecezji warszawsko-praskiej, metropolii warszawskiej Kościoła katolickiego. Powstała 7 lutego 1991 z podziału parafii św. Jana Kantego w Legionowie. Kościół został zbudowany w latach 2000–2005. Mieści się przy ulicy Piłsudskiego.